# Jean Chevolleau
Jean Chevolleau (1924, La Roche-sur-Yon - 1996, Fontenay-le-Comte) est un peintre français.

## Biographie
Il suit ses études à l'École nationale supérieure des beaux-arts de Paris, devient professeur de dessin puis artiste. Proche de Camille Renault dit "Big Boy", il travaille notamment avec le groupe de Puteaux, et rencontre Picabia, Lafresnaye, Léger, Delaunay et Duchamp. Son style s'inspire de Braque, Cézanne, Matisse et Villon. Son dernier modèle fut Claudine Texier.
Sa propriété achetée par la Mairie de Fontenay-le-Comte est devenue "Maison d'artiste", puis revendue en 2020 à une Société Immobilière.

## Œuvres
L'œuvre de Jean Chevolleau aborde de nombreux thèmes : portraits, nus, chevaux, paysages, natures mortes. L'artiste a également créé des vitraux pour les églises du Breuil-Barret, de St-Hilaire de Loulay et de St Germain de Princay.
Un livre d'art (293 pages) rassemblant un grand nombre de ses œuvres a été édité de son vivant (éditions L.B."Les Amis de J . Chevolleau")

## Honneurs reçus
- 1956 Première médaille d'argent "Prix du Palais Royal" Paris. Prix de peinture L.Moreau, Ile Adam.
- 1958 Sélection du Prix Pacquement - Musée d'art Moderne de Paris
- 1960 Prix International du Gemmail - Paris
- 1965 Médaille d'argent de la ville de Puteaux
- 1987 Palette d'Or Salon de peinture de l'Ile Adam
- 1979 Nomination de chevalier dans l'Ordre des Arts et des Lettres
- 1987 Nomination de chevalier dans l'Ordre des Palmes académiques

En 2009,, la galerie d'exposition qui portait son nom à Pouzauges a disparu.
Une rue porte son nom au Breuil-Barret.